# Trochetia
Genre
Classification phylogénétique
Trochetia est un genre de la famille des Sterculiaceae, ou des Malvaceae selon la classification phylogénétique.
Il est endémique des îles Mascareignes, dans l'océan Indien. C'est Augustin Pyrame de Candolle qui l'a décrit en 1823.
Deux espèces de ce genre produisent du nectar coloré, ce que seules une ou deux autres plantes peuvent faire de par le monde.

## Liste des espèces
Selon NCBI (28 janv. 2015) :
- Trochetia blackburniana
- Trochetia boutoniana  - Boucle d'oreille - endémique de l'île Maurice
- Trochetia granulata
- Trochetia parviflora endémique de l'île Maurice
- Trochetia triflora
- Trochetia uniflora